# Kyjivparken
Kyjivparken (finska: Kiovanpuisto) är en park i stadsdelen Kaleva i Tammerfors i Finland. 
Tammerfors och Kyjiv har varit vänskapsorter med varandra sedan 1954. För Tammerfors var Kyjiv den första vänskapsorten utanför Norden.
I mitten av parken står statyn Ystävyyskaupunkiveistos (bokstavligen "Vänskapsortsskulptur") som avbildar två flickor med en ring. Tammerfors ateljéhus ligger vid parken. En stor del av parken räknas som byggda kulturmiljöer av riksintresse.